# Абу Сахл Масихи
Абу́ Сахл Иса́ ибн Яхья Масихи́ Горгани́ (перс. ابوسهل عيسى‌بن‌يحيى مسيحی گرگانی‎, род. 970 или 977 — ум. 1010 или 1011) — персидский учёный-медик эпохи культурного подъёма в мусульманском мире IX—XI веков, из города Горган.

## Биография
Родился аль-Масихи в 971 году, на южном побережье Каспийского моря (совр. Иран), но уже в 995 году приехал в Академию Мамуна в Хорезме, один из научных центров того времени, по приглашению хорезмшаха Мамуна. Учёный был современником, другом и учителем Абу Али ибн Сины. Последний использовал работы аль-Масихи в своём «Каноне врачебной науки».
Абу Сахл Масихи — автор фундаментального для того времени труда «Сто книг по медицинскому искусству» («Кутуб ал-ми’а фи-с-сина’ат ат-тиббийа», араб. المائة في الصناعة الطبية‎), он получил известность благодаря своим практическим трудам по медицине. Помимо медицины занимался также астрономией, математикой, философией, увлекался поэзией и писал стихи.
Часть имени (нисба) «аль-Масихи» указывает на то, что медик был христианином.
Умер в 1010 году в возрасте сорока лет, во время пути в Хорасан, куда тайно отправился вместе с Ибн Синой после отказа ехать в Газну ко двору султана Махмуда.